# Rancawiru
Rancawiru is een bestuurslaag in het regentschap Tegal van de provincie Midden-Java, Indonesië. Rancawiru telt 3743 inwoners (volkstelling 2010).